# Bouin (Deux-Sèvres)
Bouin è un comune francese di 150 abitanti situato nel dipartimento delle Deux-Sèvres nella regione della Nuova Aquitania.

## Società

### Evoluzione demografica
Abitanti censiti